# Erik Palladino
Erik Palladino (ur. 10 maja 1968 w Yonkers) – amerykański aktor filmowy i telewizyjny pochodzenia włoskiego. Wystąpił w roli doktora Dave’a Malucciego w serialu NBC Ostry dyżur (ER).

## Życiorys
Urodził się i dorastał w Yonkers w stanie Nowy Jork, jako syn Queenie Palladino, nauczycielki i Petera, zajmującego się ogrzewaniem. Był najmłodszy z trójki braci. Chciał zostać aktorem, odkąd w wieku dwunastu lat zobaczył Roberta De Niro w filmie Wściekły Byk. Z bratem Chrisem grał w rockowym zespole No More Happy Faces. W tym okresie był wielkim fanem Jona Bon Joviego. W wieku siedemnastu lat był aresztowany za napaść, pomimo iż uczęszczał do męskiego katolickiego liceum. Erik studiował w Marymount Manhattan College, który ukończył w 1991.
Po szkole rozwijał swoją karierę aktorską, której przełom nastąpił wraz z rolą doktora Dave’a Malucciego w serialu Ostry dyżur (ER). David występował w nim w latach 1999–2001, w sezonach 6., 7. i 8.
W 2005 występował obok Luke’a Macfarlane’a i Nicki Lynn Aycox w serialu wojennym Odległy front (Over There). Wystąpił w kinowych horrorach – Hotel umarlaków (Dead & Breakfast, 2004) i Powrót do Domu na Przeklętym Wzgórzu (2007).
Dwukrotnie nominowany, w 2000 i 2001 przez Screen Actors Guild Awards do nagrody dla najlepszego zespołu aktorskiego m.in. za swoją rolę w Ostrym dyżurze.

## Filmografia
- 1998: Szalona impreza jako kuzyn Ron
- 1999–2001: Ostry dyżur jako dr Dave Malucci
- 2000: U-571 jako Seaman Anthony Mazzola, mieszkaniec równiny
- 2001: Finder’s Fee jako Tepper
- 2003: Latter Days jako Keith Griffin
- 2003: Prawo i porządek: sekcja specjalna jako detektyw Dave Duethorn
- 2006: CSI: Kryminalne zagadki Las Vegas jako Dan Nobler
- 2008: Zabójcze umysły jako detektyw Cooper
- 2009: Agenci NCIS jako sierżant Daniel Cryer
- 2010: Zabójczy miesiąc miodowy (Deadly Honeymoon, TV) jako Sherrick
- 2010: Pogrzebany jako agent specjalny Harris (głos)
- 2010: Partnerki jako detektyw Bobby Marino
- 2011: Castle jako trener Rome
- 2012–2013: 666 Park Avenue jako Tony DeMeo
- 2012–2015, 2017–2018: Agenci NCIS: Los Angeles jako oficer CIA Vostanik Sabatino
- 2015: Hell’s Kitchen (amerykański reality show) – gość
- 2016: Arrow jako porucznik Joyner
- 2016, 2019: W garniturach jako Kevin Miller
- 2018: Wspaniała pani Maisel jako Frank
- 2019: The Fix jako Leo Foster